# I seek/Daylight
『I seek/Daylight』（アイ シーク/デイライト）は、日本の男性アイドルグループ・嵐の通算49枚目となるシングル。2016年5月18日にジェイ・ストームから発売された。

## 概要
- 前作『復活LOVE』から約3か月を経てのシングルであり、両A面シングルとしては、2013年に発売された40枚目の『Calling/Breathless』以来約3年ぶりとなる[11][12]。
- 初回限定盤1/2、通常盤の3種類での発売となり、それぞれ収録内容・ジャケット写真ともに異なる。
- 表題曲「I seek」は、メンバーの大野智主演 日本テレビ系水曜ドラマ『世界一難しい恋』の主題歌である。
- また、表題曲「Daylight」は、メンバーの松本潤主演 TBS系日曜劇場『99.9-刑事専門弁護士-』の主題歌であり、同枠の連続ドラマ主題歌を手掛けるのは2010年に発売された29枚目のシングル『Troublemaker』以来、6年ぶりとなる。
- 初回限定盤1には、「I seek」のビデオ・クリップ+メイキングを収録。
- 初回限定盤2には、「Daylight」のビデオ・クリップ+メイキングを収録。
- 通常盤には、カップリング曲「ただいま」「supersonic」とオリジナル・カラオケ4曲を収録。

## 封入特典

### 初回限定盤1・2
1. 16P歌詞ブックレット

### 通常盤
1. 歌詞カード(10面)

## 受賞
Daylight
- 第89回ザテレビジョンドラマアカデミー賞[13]
  - ドラマソング賞

## チャート成績
- 2016年5月17日付のオリコンデイリーランキングで、前作『復活LOVE』の初日売上25.3万枚を大きく超える40.6万枚を売り上げ、デイリー1位を獲得した[14][15]。
- 2016年5月30日付のオリコン週間ランキングで、初週73.8万枚を売り上げて、初登場1位を獲得した。前作『復活LOVE』の48.5万枚を大きく上回る記録を出し、初週・累積売上ともに70万枚を突破したのは、『Calling/Breathless』以来、3年2か月ぶりとなった。嵐のシングル首位獲得作品数は38作連続・通算45作目となり、シングル首位「通算獲得作品数」「連続獲得作品数」ともに、歴代1位のB'z（通算、連続いずれも48作）に迫り、歴代2位につけている[16]。
- 発売2週目である同年6月6日付の同チャートで4.8万枚を売り上げ、2週連続1位を獲得した。嵐にとって初のシングル2週連続首位獲得となった。また、男性アーティストで2週連続首位獲得したのは、Mr.Childrenの『HANABI』以来7年8か月ぶりとなった[5]。
- オリコンによる嵐のシングル売上で本作は、『カイト』『A・RA・SHI』『Calling/Breathless』に次ぐ4番目の売上を記録している[17]。

## 収録曲

### CD

#### 通常盤・初回限定盤1
※「ただいま」以降、通常盤のみ収録。
1. I seek
作詞：ASIL
作曲：AKJ&ASIL
編曲：石塚知生
  - 大野智主演 日本テレビ系水曜ドラマ『世界一難しい恋』主題歌

PVでは、ホームパーティーが終わった後の部屋が舞台となっている。
2. Daylight
作詞：stereograph
Rap詞：櫻井翔
作曲：Simon Janlov, wonder note
編曲：佐々木博史
  - 松本潤主演 TBS系日曜劇場『99.9-刑事専門弁護士-』主題歌
  - 松本潤主演 TBS系SPドラマ『99.9-刑事専門弁護士-完全新作SP 新たな出会い篇～映画公開前夜祭～』主題歌[18]

シングルA面曲としては「Face Down」以来約4年ぶりに、櫻井が作詞したラップ（所謂｢サクラップ｣）が入っている。
PVでは、砂で作られた世界が映像の舞台となっている[19]。
3. ただいま
作詞：paddy
作曲：Kehn mind
編曲：metropolitan digital clique
アリーナツアー『ARASHI “Japonism Show” in ARENA』テーマ曲[12]。メンバーが9年ぶりのアリーナツアーへの想いを詞や手紙に込め、それを元に制作された。
4. supersonic

作詞：100+
作曲：Kevin Charge, David Fremberg, youth case
編曲：吉岡たく
5. I seek（オリジナル・カラオケ）
6. Daylight（オリジナル・カラオケ）
7. ただいま（オリジナル・カラオケ）
8. supersonic（オリジナル・カラオケ）

#### 初回限定盤2
1. Daylight
2. I seek

### DVD

#### 初回限定盤1
1. 「I seek」 ビデオ・クリップ+メイキング

#### 初回限定盤2
1. 「Daylight」 ビデオ・クリップ+メイキング

- ミュージック・ビデオは、奥藤祥弘が務めている。

## 収録アルバム
- Are You Happy?（#1, 2）
- 5×20 All the BEST!! 1999-2019（#1, 2）
- ウラ嵐BEST 2016-2020（通常盤#3, 4）

## 映像作品
I seek
- ARASHI LIVE TOUR 2016-2017 Are You Happy?

Daylight
- ARASHI LIVE TOUR 2016-2017 Are You Happy?

ただいま
- ARASHI LIVE TOUR 2016-2017 Are You Happy?（初回限定盤）

supersonic
- ARASHI LIVE TOUR 2016-2017 Are You Happy?